# Saturnin Allagbé
Saturnin Allagbé (Assaba, 22 novembre 1993) è un calciatore beninese, portiere del FC Chauary e della nazionale beninese.

## Carriera

### Nazionale
Ha esordito con la nazionale beninese il 9 febbraio 2011 disputando l'amichevole persa 3-2 contro la Libia.